# Scapsipedoides apterus
Scapsipedoides apterus är en insektsart som beskrevs av Lucien Chopard 1936. Scapsipedoides apterus ingår i släktet Scapsipedoides och familjen syrsor. Inga underarter finns listade i Catalogue of Life.